# Gaius Iulius Cornutus Tertullus
Gaius Iulius Cornutus Tertullus (* ca. 46; † nach 117) war ein römischer Senator des 1. und frühen 2. Jahrhunderts n. Chr. 
Tertullus ist bekannt durch seine enge Freundschaft mit Plinius dem Jüngeren, der ihn häufig erwähnt, und durch ein testamentarisch verfügtes Denkmal. Die monumentale Inschrift wurde 1640 in den Ruinen einer Villa bei Tusculum gefunden.
Seine Herkunft ist unklar. Die Tribus Horatia und der Name Gaius Iulius lassen keine sichere Zuordnung zu, etwa zu Africa oder einer italischen Stadt. Geboren um 46, war er etwa 16 Jahre älter als Plinius. Seine Karriere begann mit der Quaestur, gefolgt von der Aedilität. 73/74 wurde er von den Kaisern Vespasian und Titus als Praetorier anerkannt. Er war Legat in Creta et Cyrene, Prokonsul von Gallia Narbonensis unter Kaiser Domitian und später Curator der Via Aemilia, Legat in Gallia Aquitania mit Census-Aufgaben sowie in Bithynia et Pontus. Als Höhepunkt war er um 118/119 Prokonsul von Asia.
Cornutus stand der stoischen Opposition nahe, insbesondere Gaius Helvidius Priscus, ohne jedoch aktiv Widerstand zu leisten. Unter Domitian blieb er zurückhaltend, trat aber nach dessen Sturz wieder hervor. 97 sprach er als Vormund der Tochter des Helvidius im Senat. Mit Plinius war er von 98 bis 100 praefectus aerarii Saturni und 100 Suffektkonsul.
Er starb nach Kaiser Trajan. Sein Testamentsvollstrecker, Gaius Iulius Plancius Varus Cornutus, war möglicherweise sein Adoptivsohn. Eine Tochter, Iulia Tertulla, könnte mit Lucius Iulius Marinus Caecilius Simplex verheiratet gewesen sein. Seine Freundschaft mit Plinius basierte auf gemeinsamen politischen Idealen und Ämtern. Zwei erhaltene Briefe Plinius’ an ihn zeigen ihre enge Verbindung.